# Klin (Oblast de Moscou)
Klin (em russo:  Клин, lit. cunha) é uma cidade e o centro administrativo do distrito de Klinski, no Oblast de Moscou, na Rússia, Ela está localizada a 85 quilômetros a noroeste de Moscou.

## História
Klin é conhecida desde 1317. Em 1482, ela foi incorporada ao Grão-Ducado de Moscou com o resto do Principado de Tver. O status de cidade lhe foi concedido em 1781. Klin foi tomada pelos alemães durante a Batalha de Moscou em 1941. A ocupação alemã durou de 23 de novembro   a 15 de dezembro  de 1941. Pouco tempo depois, em 19 de dezembro, o ministro das Relações Exteriores britânico, Anthony Eden, e o embaixador soviético na Grã-Bretanha, Ivan Maiski, visitaram a cidade com mais de vinte correspondentes, durante a primeira missão diplomática de Éden a Moscou.

## Estatutos administrativo e municipal
No âmbito das divisões administrativas russas, Klin serve como capital do distrito de Klinski. Como uma divisão administrativa, ela forma, junto com sessenta e uma localidades rurais, o Distrito de Klinski, na forma da Cidade de Klin. No âmbito de sua divisão municipal, a área urbanizada de Klin é parte do distrito municipal de Klinski, na forma do estabelecimento urbano de Klin.

## Arquitetura e cultura

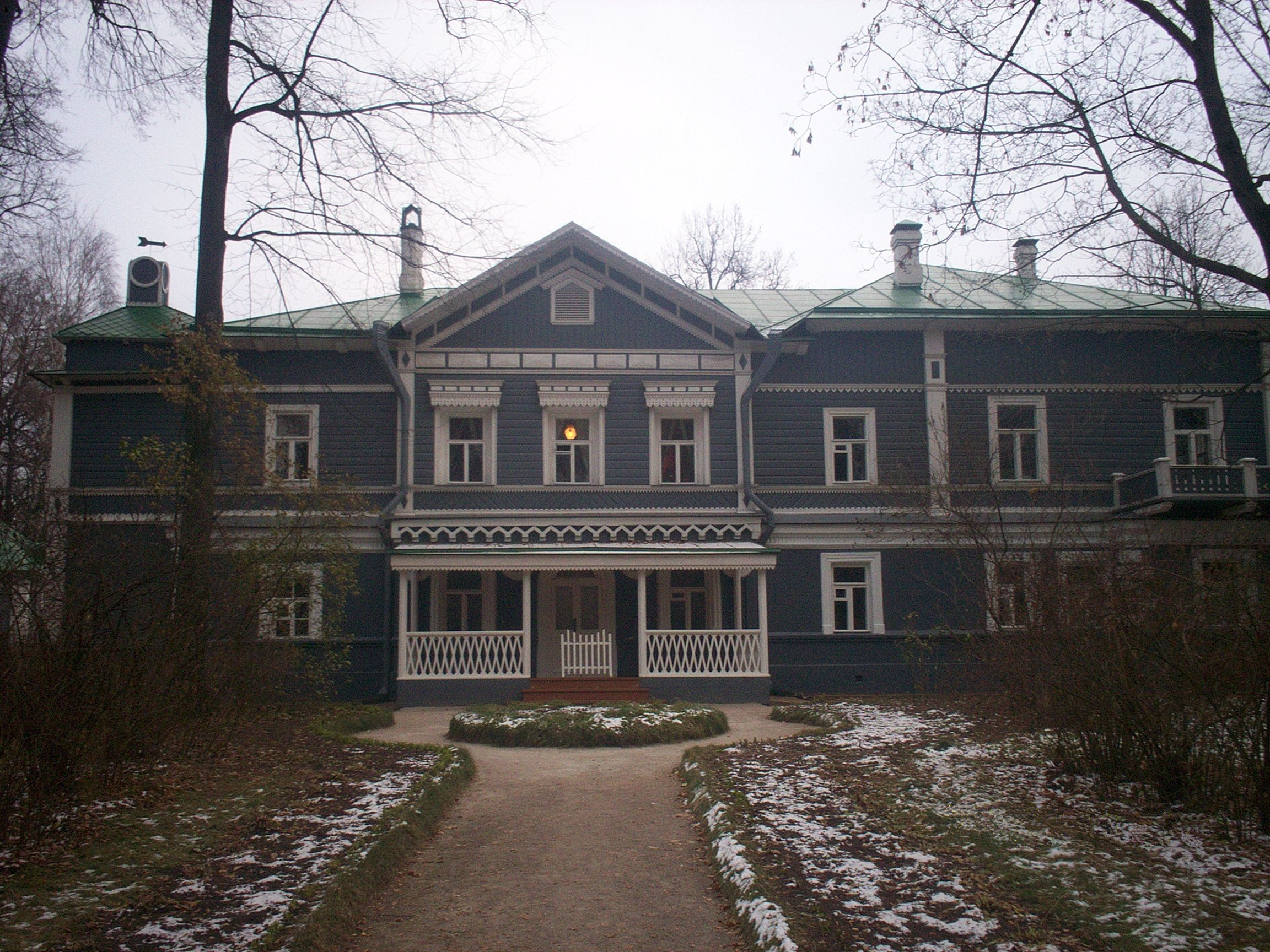
Museu Tchaikovski em Klin.

A cidade é mais conhecida como a residência de Piotr Ilich Tchaikovski, cuja casa, a Casa-Museu Tchaikovski, é aberta a visitantes. Foi aqui que o compositor escreveu sua última grande obra, a 6ª sinfonia "Pathétique".
Entre suas várias igrejas, as mais notáveis são a igreja do século XVI do claustro da Dormição e a catedral barroca da Ressurreição (1712).

## Economia e transporte
Há uma grande fábrica de cerveja em Klin, que produz a cerveja Klinskoie. A rodovia M10, que liga Moscou a São Petersburgo, e a ferrovia Moscou-São Petersburgo, passam pela cidade. Klin sediou a Base Aérea de Klin, durante a Guerra Fria.

## Esportes
A equipe de futebol local Khimik joga na liga do Oblast de Moscou. O time Titan Klin joga na segunda divisão da liga russa de hóquei no gelo.

## Personalidades notáveis
- Sergei Tiablikov, físico teórico
- Ievgeni Minaiev, levantador olímpico soviético
- Ievgeni Leonov, diretor de cinema que cresceu em Klin
- Vera Mukhina, escultora[3]

## Cidades gêmeas e irmãs
- Lappeenranta, Finlândia[4]
- Orly, França
- Meishan, China
- Krichaw, Bielorrússia
- Bierazino, Bielorrússia